# Besondere Leistungsfeststellung
Die Besondere Leistungsfeststellung zur Bescheinigung einer dem Realschulabschluss gleichwertigen Schulbildung (kurz: Besondere Leistungsfeststellung oder BLF) ist eine an Gymnasien in Thüringen und Sachsen am Ende der zehnten Klasse durchgeführte Prüfung.

## Thüringen
Die Besondere Leistungsfeststellung wurde als Reaktion auf den Amoklauf von Erfurt eingeführt, da der Schüler Robert Steinhäuser keinen Abschluss besaß, was als eine Ursache für seine Tat gesehen wurde. Schüler der Thüringer Gymnasien konnten im Jahr 2003 auf eigenen Wunsch am Ende der zehnten Klasse an einer Prüfung teilnehmen. Seit 2004 ist diese Prüfung für alle Thüringer Gymnasiasten Pflicht.
Die Prüfungsfächer der BLF in Thüringen sind Deutsch, Mathematik, eine Fremdsprache und eine Naturwissenschaft (Biologie, Chemie oder Physik). Das Ergebnis der Besonderen Leistungsfeststellung macht 50 Prozent der Jahresfortgangsnote der entsprechenden Fächer aus. Die Länge der Prüfungen ist vom Fach abhängig.
Des Weiteren dürfen in Thüringen in den BLF-Fächern in dem 2. Halbjahr des laufenden Schuljahres keine Klassenarbeiten mehr geschrieben werden. Die BLF hat zwar Prüfungscharakter, wurde aber vom Kultusministerium nicht als solche deklariert, da die Schüler zwischen den Prüfungstagen normal Unterricht und nicht, wie bei Prüfungen üblich, frei haben.
Durch ein höheres Aufgabenniveau und strengere Bewertung als bei den Realschulprüfungen und durch die Beschränkung, dass nur in der ersten Fremdsprache eine Prüfung abzulegen ist, geriet die BLF des Öfteren in die Kritik der Thüringer Medien.

## Sachsen
Die Prüfungsfächer der BLF in Sachsen sind Deutsch, Mathematik und Englisch. Im Landkreis Bautzen kann an bestimmten Schulen statt Deutsch auch Sorbisch geprüft werden. Das Ergebnis fließt mit dem Gewicht einer doppelten Klassenarbeitsnote in die Zeugnisnote ein.

## Regelung in anderen Bundesländern
In den alten Bundesländern gilt die Versetzung von der 10. in die 11. Klasse des Gymnasiums als ausreichend, um auf dem mit dem Verlassen der 10. Klasse oder evtl. später ausgestellten Abgangszeugnis die Mittlere Reife bescheinigt zu bekommen. Eine äquivalente Prüfung sind die Zentralen Klassenarbeiten. Die Übernahme der Realschulprüfungen wäre auch deshalb schwierig, da die Gymnasiasten einen anderen (anspruchsvolleren) Unterricht in der 10. Klasse hatten.
In den aus der DDR hervorgegangenen Bundesländern wirkt die Tradition der einheitlichen Prüfung nach der 10. Klasse der POS nach, so dass es vielfach als ungerecht empfunden wird, wenn die Gymnasiasten ganz ohne Prüfung die Mittlere Reife erhalten. In Mecklenburg-Vorpommern hat dies zur Regelung im neuen Schulgesetz ab dem Schuljahr 2020/21 geführt, dass nur die Gymnasiasten ab einem Notendurchschnitt von 3,9 ohne Prüfung die Mittlere Reife erhalten. Wer darunter liegt oder nicht versetzt worden ist, kann auf Antrag eine besondere Prüfung zur Mittleren Reife ablegen.

## Einzelbelege
1. ↑  NDR: Schulgesetz: Einigung in letzter Minute. Abgerufen am 6. Januar 2020.